# 威代尔

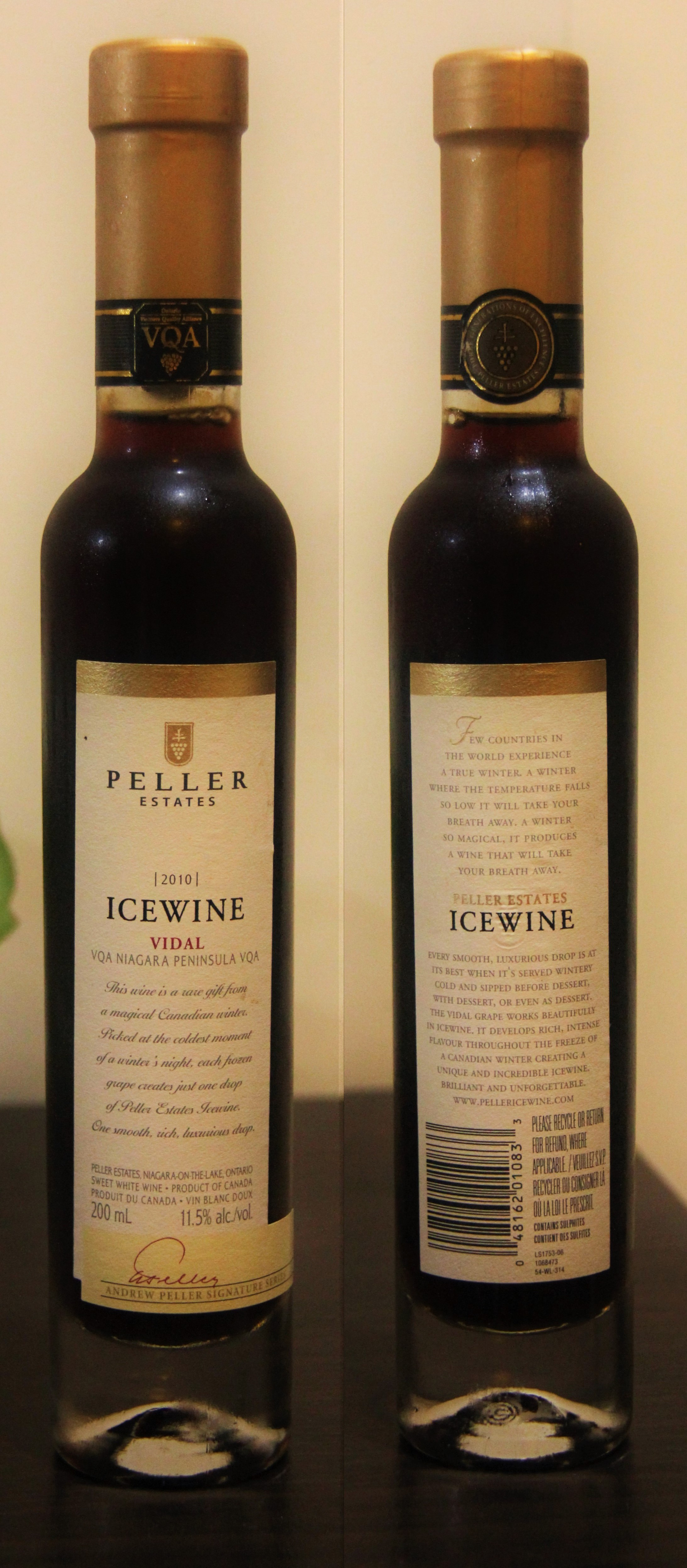
皮勒酒庄（加拿大）的威代尔冰酒

白威代尔（或简称威代尔）是一种混血白葡萄品种，由白玉霓（Ugni blanc）和另一种杂交品种金罗萦（Rayon d'Or）生产。威代尔是一种耐寒的葡萄品种，威代尔成熟缓慢但稳定，皮厚，较易繁殖和果汁丰富，很适合贵腐酒或冰酒的酿制。威代尔能在严寒气候下，具有中等至高酸度土壤里的生产含高糖分的葡萄汁。 
虽然威代尔源产于法国，但是它现在在在法国几乎已绝迹，因其抗严寒能力较强，威代尔在加拿大被广泛种植，已成为加拿大的标志性葡萄品种。该葡萄品种在加拿大安大略省、不列颠哥伦比亚省和新斯科舍省的葡萄酒产区种植，作为酒商质量联盟允许的葡萄用于冰酒生产。 威代尔也在美国各地广泛种植，在纽约宾格湖、亚德金谷和蓝岭峰、北卡罗来纳州亨德森县、外海岸平原葡萄种植园中用于生产干葡萄酒和甜型葡萄酒。 这种葡萄也在瑞典北极圈以南500英里处种植，在那里威代尔也被用来酿造冰酒。  
用威代尔生产的白葡萄酒通常含有浓郁果香味，带有葡萄柚和菠萝的香气。威代尔的高酸度和糖度使它特别适用于比甜点酒更甜的甜酒。由于威代尔果实外皮坚韧，使得它成为了制作冰酒的绝佳葡萄。威代尔对霜霉病有一定的抗性，但对其他非常敏感的葡萄种植的危害，如落花病和白粉病。 

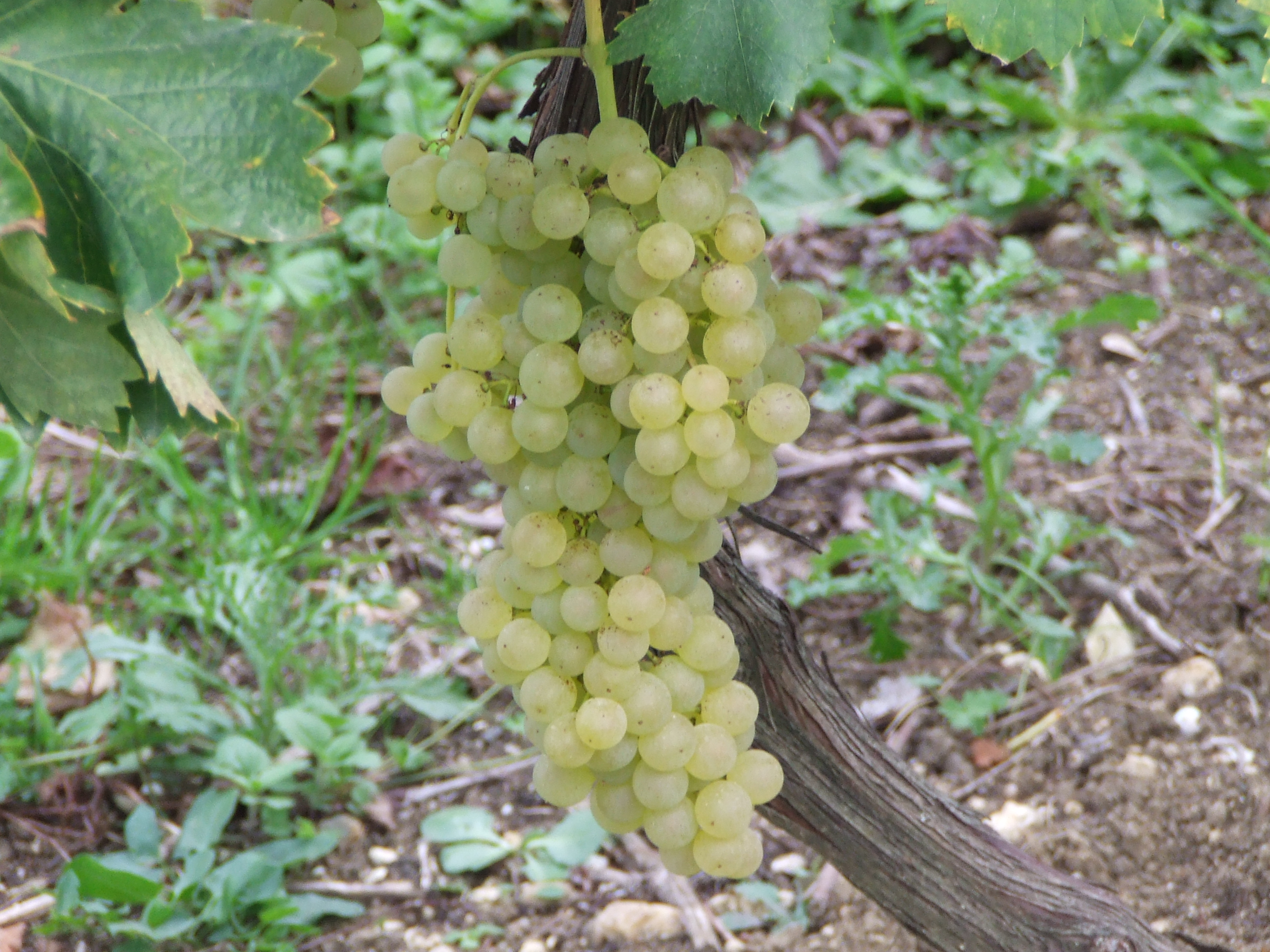
威代尔的母品种之一，白玉霓（Ugni blanc）。

## 历史
威代尔由法国葡萄育种家 让·路易斯·维达尔（1880-1976） 在 1930 年代创造。为了培育葡萄，他在托斯卡纳使用了白玉霓，这是历史上用于白兰地生产的主要葡萄，以及金罗萦（Rayon d'Or），一种耐寒的杂交葡萄，以前曾成功用于培育白塞瓦尔葡萄。让·路易斯·维达尔开发该品种的主要目标是在法国西部的滨海夏朗德地区生产干邑。虽然该品种是在法国创造的，但今天它已不再是一种经过官方认证的酿酒葡萄品种，仅在其原产地滨海夏朗德省保留了一些葡萄株。

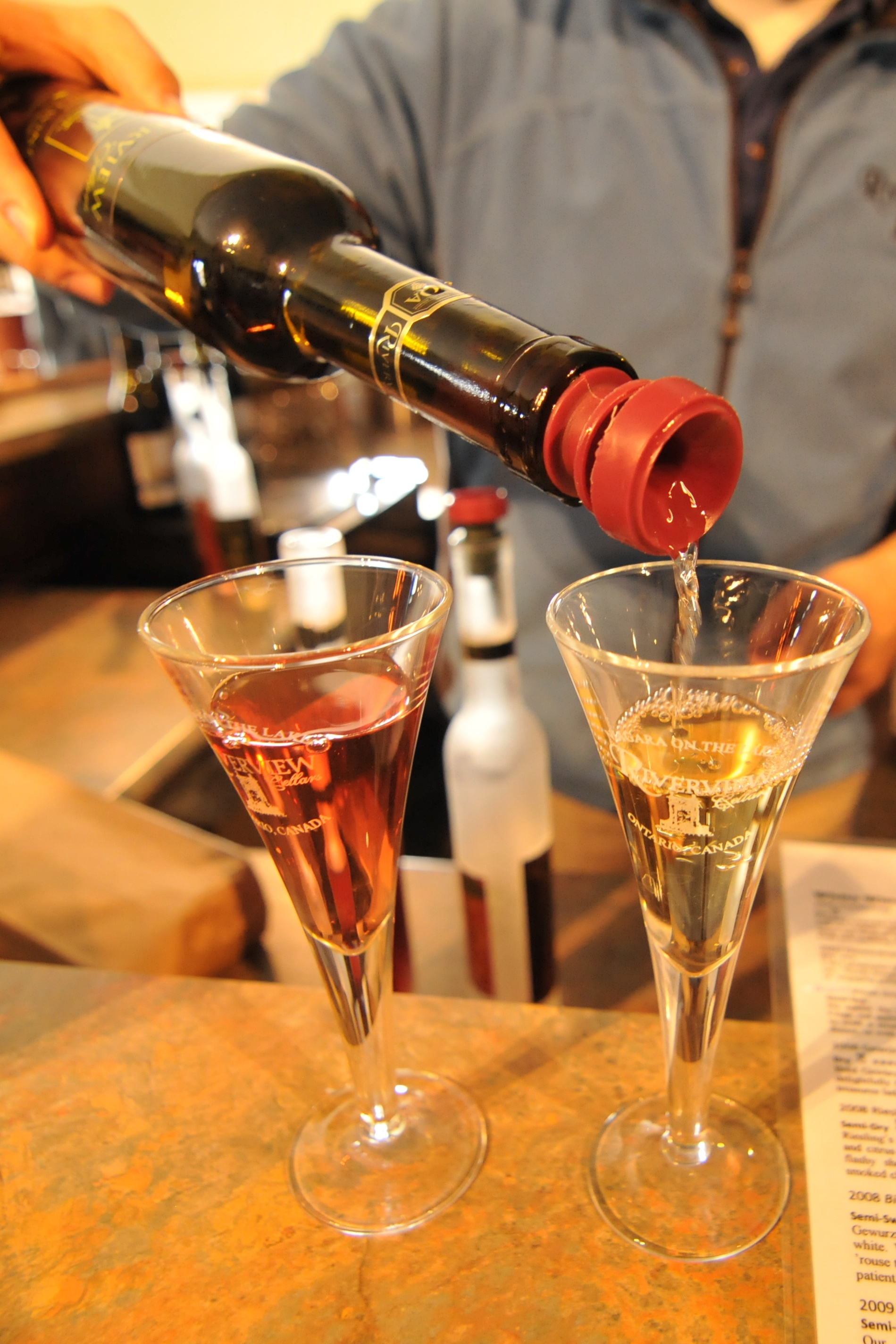
维达尔冰酒是一种风靡于加拿大的葡萄酒。

在1940年代后期，威代尔由法国酿酒师阿德马尔-肖涅克带到了加拿大，他为安大略葡萄酒生产商 TG Bright&Company 工作。肖涅克将许多酿酒葡萄和其杂交品种带到了加拿大，试图从中找出哪些葡萄可以在加拿大的严寒气候下良好生长。威代尔是肖涅克尝试晚收的葡萄品种之一，并将葡萄成功留在葡萄藤上一直到冬天。然而直到1980年代，冰酒才在加拿大成为商业流行，威代尔才迎来了它的销售春天。 

## 栽培
Vidal blanc 是一种非常耐寒的品种，能够在冬季长时间暴露在低温下存活，并生长出次生芽，这些新芽即使在晚春霜冻之后仍能产生作物。 它是一种中熟葡萄，足够长的生长周期使威代尔能够积累足够的糖分来酿造干型葡萄酒，与此同时也可以在葡萄藤上长时间晾晒用于生产晚收葡萄酒和冰酒。 
虽然威代尔葡萄藤对霜霉病有一定的抵抗力，但它很容易受到白粉病和褐斑病以及炭疽病的影响。小浆果的长葡萄串也容易发生葡萄孢菌病。 

## 葡萄酒产区
尽管威代尔不再在法国获得认证且广泛种植，但这种葡萄在北美取得了成功，在加拿大和美国以及瑞典的许多葡萄酒产区都有种植。 

### 加拿大

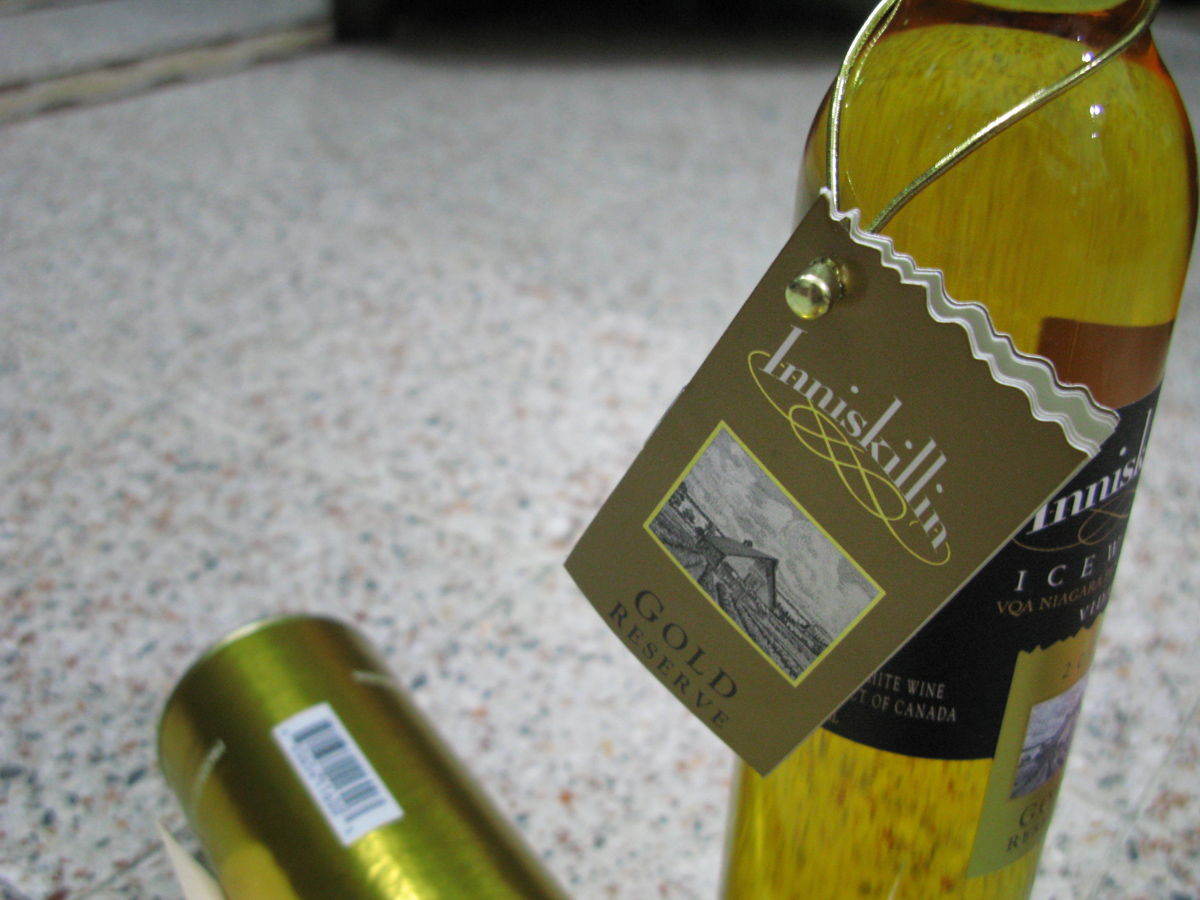
云岭酒庄金色典藏版是一种由 威代尔葡萄制成的橡木陈酿冰酒。

威代尔于1940年代首次引进加拿大，在整个国家广泛种植，2008 年的种植面积有777公顷（1,920 英亩）。在2019年的 VQA 报告中，威代尔葡萄酒产量占加拿大葡萄酒总产量的7.6%，总计生产了471,981 瓶。威代尔大多数种植在安大略地区，其中的绝大多数在尼亚加拉半岛，但在不列颠哥伦比亚省、新斯科舍省和魁北克省也可以找到这种葡萄。在加拿大威代尔被用来生产各种甜度的葡萄酒，但用威代尔酿造的冰酒的质量尤其广受消费者的好评。 云岭酒庄（Inniskillin estate）是世界上最大的冰酒生产商，它们使用了生长在安大略省和不列颠哥伦比亚省奥肯那根山谷的威代尔葡萄酿造冰酒。 
威代尔葡萄是除马考特之外唯一有资格获得葡萄酒商质量联盟 （VQA） 最高等级分类的杂交葡萄。 

### 美国
虽然威代尔也被用于冰酒生产在美国，特别是在纽约的五指湖地区和欧米歇半岛葡萄种植园，它在美国更经常用于生产干或微甜的餐酒。它广泛种植在全国各地，特别是在东海岸（弗吉尼亚州和纽约州），五大湖地区（俄亥俄，密歇根和印第安纳）和中西部（密苏里在奥古斯塔和赫尔曼葡萄种植园）。 
在2010 年，弗吉尼亚州的蒙蒂塞洛种植园种植了 150 英亩（61 公顷）的威代尔。密歇根州2006年报告的威代尔种植面积为 145 英亩（59 公顷）。在印第安纳州，2009年威代尔葡萄的种植总面积是35英亩（14 公顷），伊利诺伊州在同年报告了 32 英亩（13 公顷），主要种植在肖尼山种植园。2009 年，威代尔在密苏里州葡萄种植面积的占比超过7%，面积超过 118 英亩（48 公顷）。 

## 风味

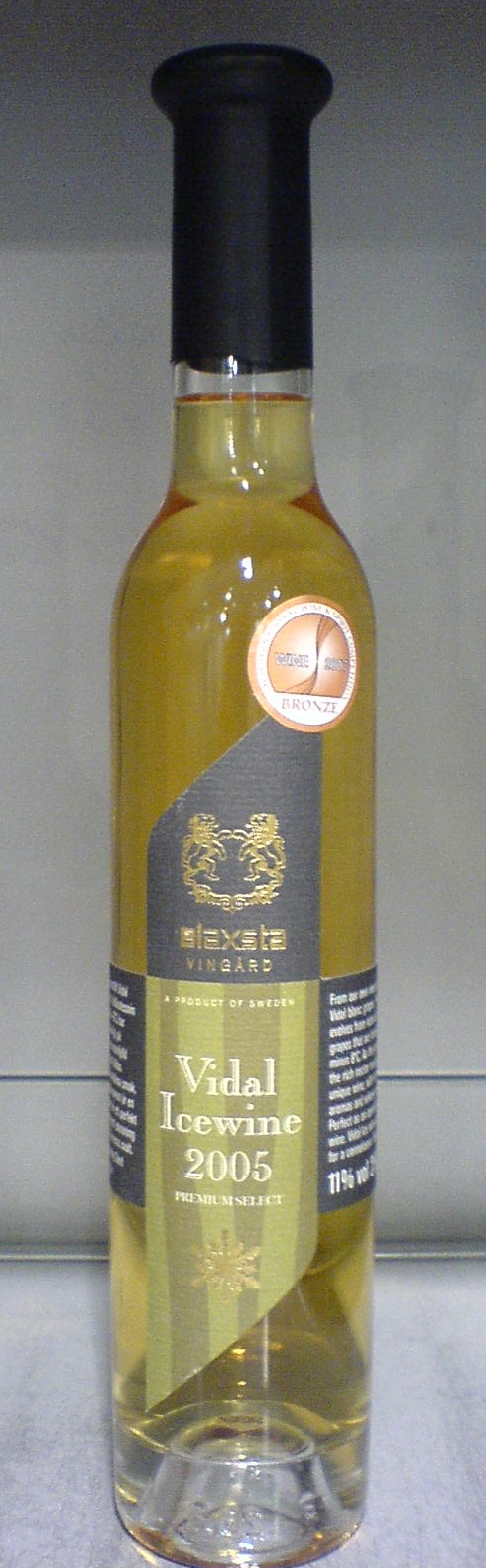
瑞典制造的威代尔冰酒。

威代尔以没有典型的“狡黠”味道而著称，这种味道多常见于其他的杂交葡萄品种，其中包括许多美国葡萄品种。根据葡萄酒品鉴师 Jancis Robinson的说法，威代尔倾向于酿出具有“明亮而纯净”的果味和酸度的葡萄酒，可以平衡冰酒的甜味，尽管这些葡萄酒往往没有太大的陈年潜力。 
葡萄酒专家Oz Clarke在比较雷司令和威代尔白葡萄的冰酒时还指出，威代尔葡萄酒往往没有太大的陈年潜力，但这些葡萄酒通常具有浓郁的水果风味。 
在密苏里州，干型的威代尔通常酒体饱满，带有黄油般的口感，类似于经过苹果乳酸发酵的霞多丽。这种酒也往往具有明显的酸度，类似于塞瓦尔白葡萄酒，品尝来自上好的威代尔干白酒品中往往会带来很长的余味。 

## 同义词
作为一个相对较新培育的杂交品种，威代尔的同义词并不为人所知，唯一被Vitis国际品种目录（VIVC）所收录，其名称为威代尔256。